# Santuari de la Mare de Déu de la Misericòrdia
|  | Pel que fa a l'edifici de Reus, vegeu Santuari de Misericòrdia. |

El Santuari de la Mare de Déu de la Misericòrdia és una ermita promoguda santuari el 1907 que està dedicada a la patrona del Maresme. Està situada en una ampla esplanada ombrejada de pins que domina la vila de Canet de Mar. És un dels primers edificis importants fets a Catalunya en estil medievalitzant neogòtic. És llistat com bé cultural d'interès local (BCIL).
Aquest Santuari s'alça al nord de la vila, unit a aquesta per un passeig. Des del 1520 és documentada la devoció en aquesta església d'una imatge mariana. Quan fou bastida la nova església de la vila, al 1591, esdevingué santuari i ermita. La Misericòrdia és patrona de la vila des del 1703; el 1732 s'entronitzà una nova imatge i el 1857 es beneí un nou santuari, de l'arquitecte Daniel Molina. El 1853 es col·locà la primera pedra. El temple va patir un incendi l'any 1936 i la imatge es destruí i fou reproduïda en la postguerra.

## Història

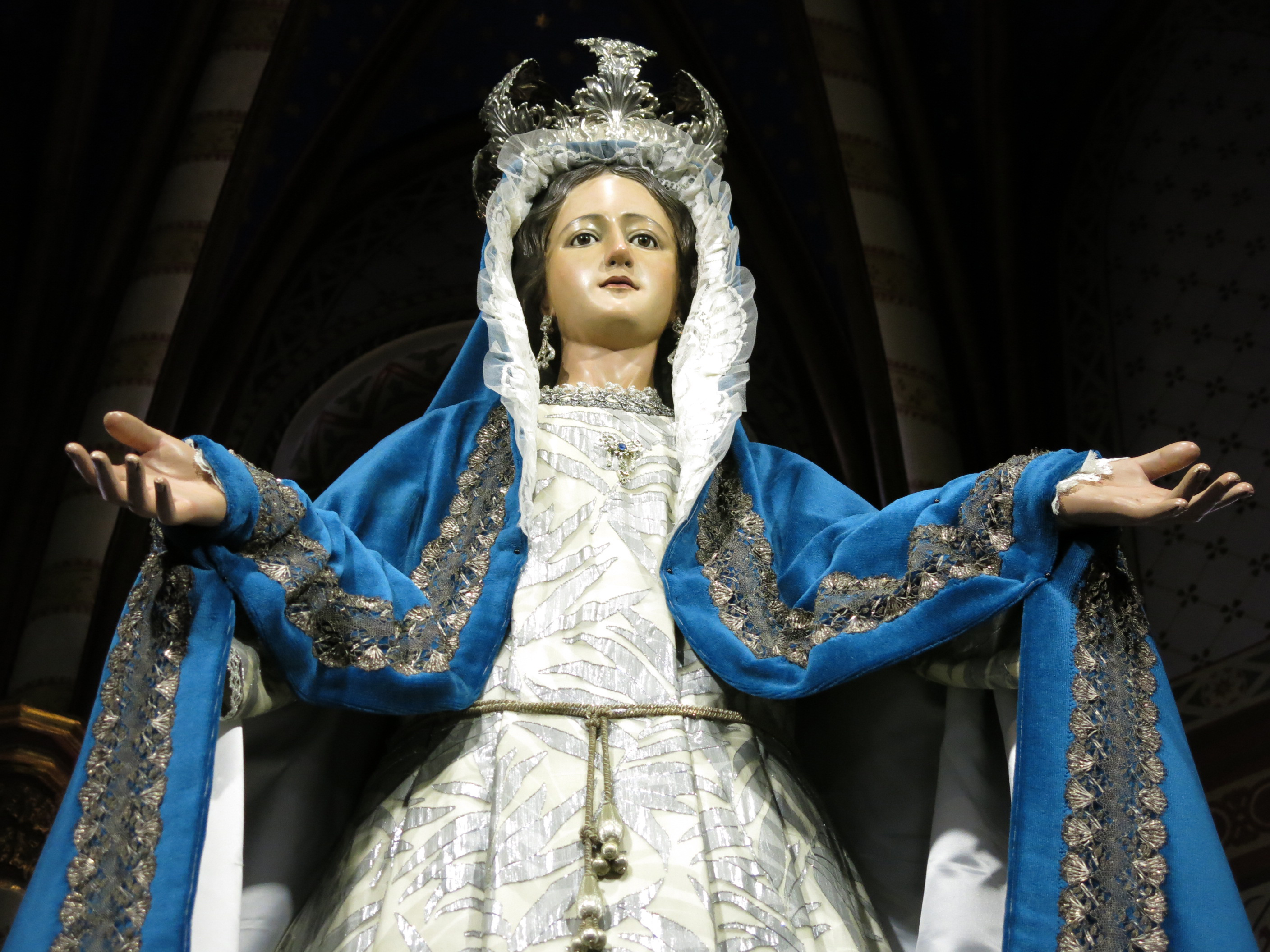
Imatge actual de la Mare de Déu de la Misericòrdia

És un lloc de devoció documentat des del 1461. L'any 1703, la Misericòrdia esdevingué ermita, i aquesta Mare de Déu va ésser anomenada la patrona del poble; el 1732 s'entronitzà una nova imatge.
En augmentar la població i la devoció a la Misericòrdia, al segle xix, l'edifici que només mesurava 6,80 metres d'amplada i 12,40 de longitud va esdevenir massa petit. El 1852 a l'arquitecte Francesc Daniel Molina, li va ser encarregat un nou projecte. Tot i la moda del neoclassicisme vigent, davant la Reial Acadèmia de Belles Arts, Molina va defensar la seva preferència per l'estil neogòtic perquè «l'arquitectura neogòtica, en ser purament religiosa, és més adequada a l'edifici que s'hi vol construir». Té una nau de planta rectangular. La porta té arquivoltes ogivals i una rosassa en forma d'estrella al timpà.
El temple va construir-se amb moltes donacions de canetans i excanetans. Un dels mecenes major va ser Carles Pascual Puig que va fer fortuna a Cuba i regalar un terç del seu capital al projecte.
Durant la Guerra Civil Espanyola l'edifici va ser incendiat i la major partit dels arxius van perdre's. L'interior actual és molt diferent a l'original a causa de l'incendi del 1936. El foc va afectar tota l'ornamentació de fusta, les pintures, la coberta i la imatge de la verge barroca. Després de la guerra, l'edifici va ser restaurat pels arquitectes Josep Maria Danès i Torras i Pere Domenech i Roura. La imatge barroca fou reproduïda a la postguerra. A l'inici de la dictadura el 1939 el nou govern va apel·lar a la generositat pública amb fulletons - en l'estil ideològic de la postguerra - per a superar les conseqüències «[d]el horrible e infernal huracán marxista, dominado gloriosamente por nuestro heroico Ejército y nuestro invicto Caudillo» i es proposà que les famílies cooperessin amb el 2% dels ingressos, «ya procedan del trabajo, ya de otras fuentes o reservas». Als industrials es va demanar de cedir els seus obrers una hora setmanal a feines de reconstrucció.
El 30 d'agost de 1942 arribà al port de Canet la nova escultura de la Mare de Déu que fou rebuda per nombrosos devots de la vila. Va ser beneïda pel bisbe de Girona, Dr. Josep Cartañà. El 13 de setembre d'aquest mateix any es va portar a terme una nova coronació de la imatge a l'església parroquial. La corona va ser robada el 1936, però de forma providencial i quan tothom la donava per perduda, va ser trobada en pèssimes condicions el mes de juliol del 1941 dins d'una de les caixes que, retornades de França, eren enregistrades al Banc d'Espanya de Madrid. Era de plata cisellada i daurada, d'estil romànic i decorada d'entre altres materials amb òpals i diamants. En la nova coronació de l'any 1942 es va fer servir aquesta corona restaurada amb aportacions dels canetencs.
L'altar del Santuari és de marbre, consagrat el 16 de juny del 1946, obsequi de la família de Joan Carbonell i Reverter.
L'any 1996 començaren les etapes de reforma del temple. El 18 d'octubre es decorà el cambril sota la direcció de l'arquitecte Miquel Fané i els pintors Josep i Joan Musach. A l'octubre del 1997 es va decorar i remodelar el presbiteri. El 8 de desembre de 2002 s'inauguraren els frisos de les Obres de Misericòrdia corporals i de pelegrins. El 4 de juliol de 2003, quedà renovada la gran portalada d'entrada, obra de l'ebenista Utzet.
L'actual Mare de Déu és la mateixa que va ser proclamada amb honors de multitud el 30 d'agost de 1942 a la seva arribada en vaixell al port de Canet. Està dreta i amb els braços oberts en senyal d'abraçar tots dels fidels del Maresme que venen a implorar-la. És de talla policromada i va vestida. És obra de Lluís Argullol.
La devoció a la Mare de Déu de la Misericòrdia de Canet disposa almenys de dues versions de Goigs. Els més coneguts canten: Verge puig títol goseu / i nom d'amor i concòrdia, / amb ulls de misericòrdia, / vostres fills, Mare, mireu.

## Els voltants

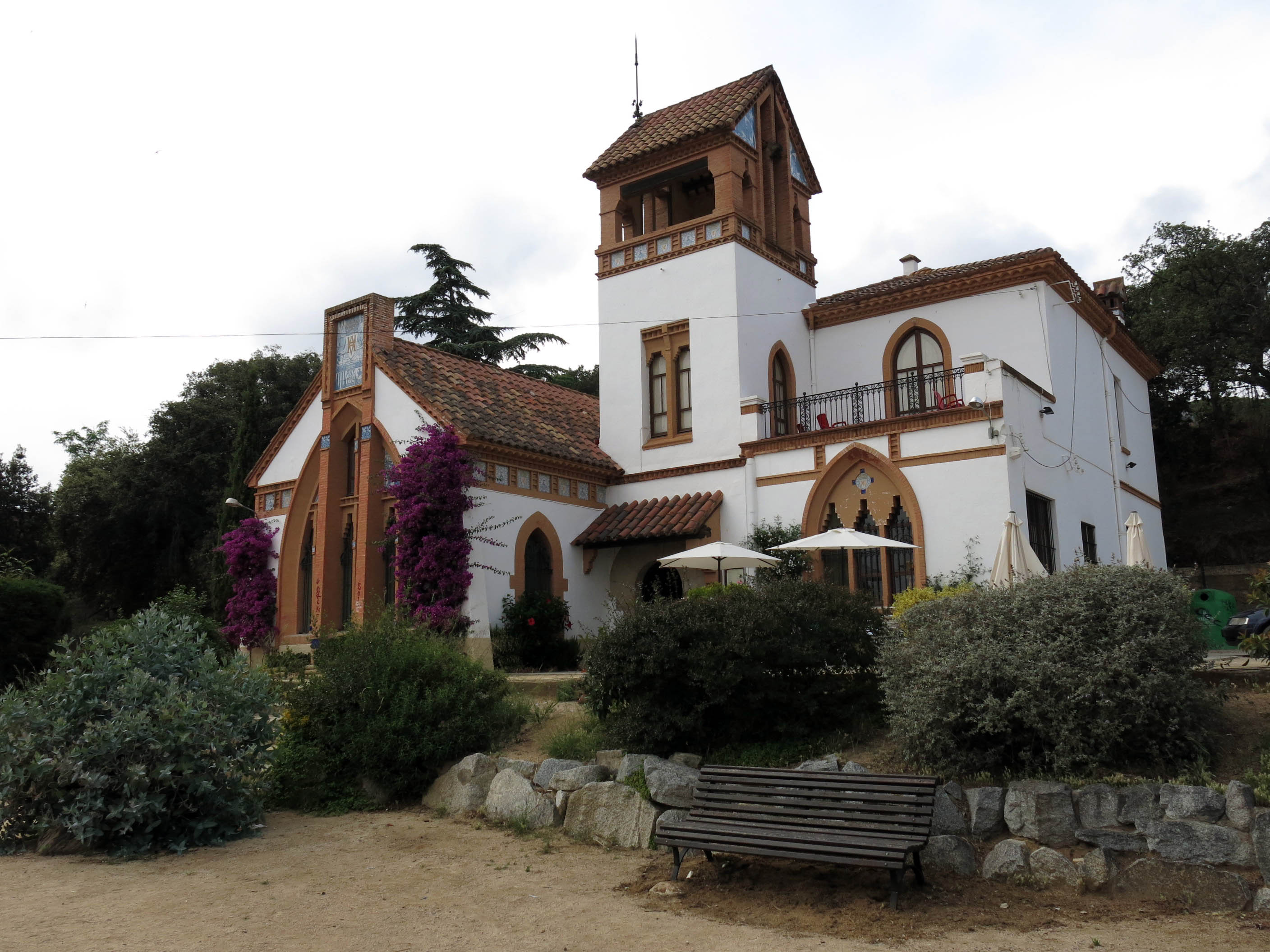
El restaurant del Santuari de la Misericòrdia

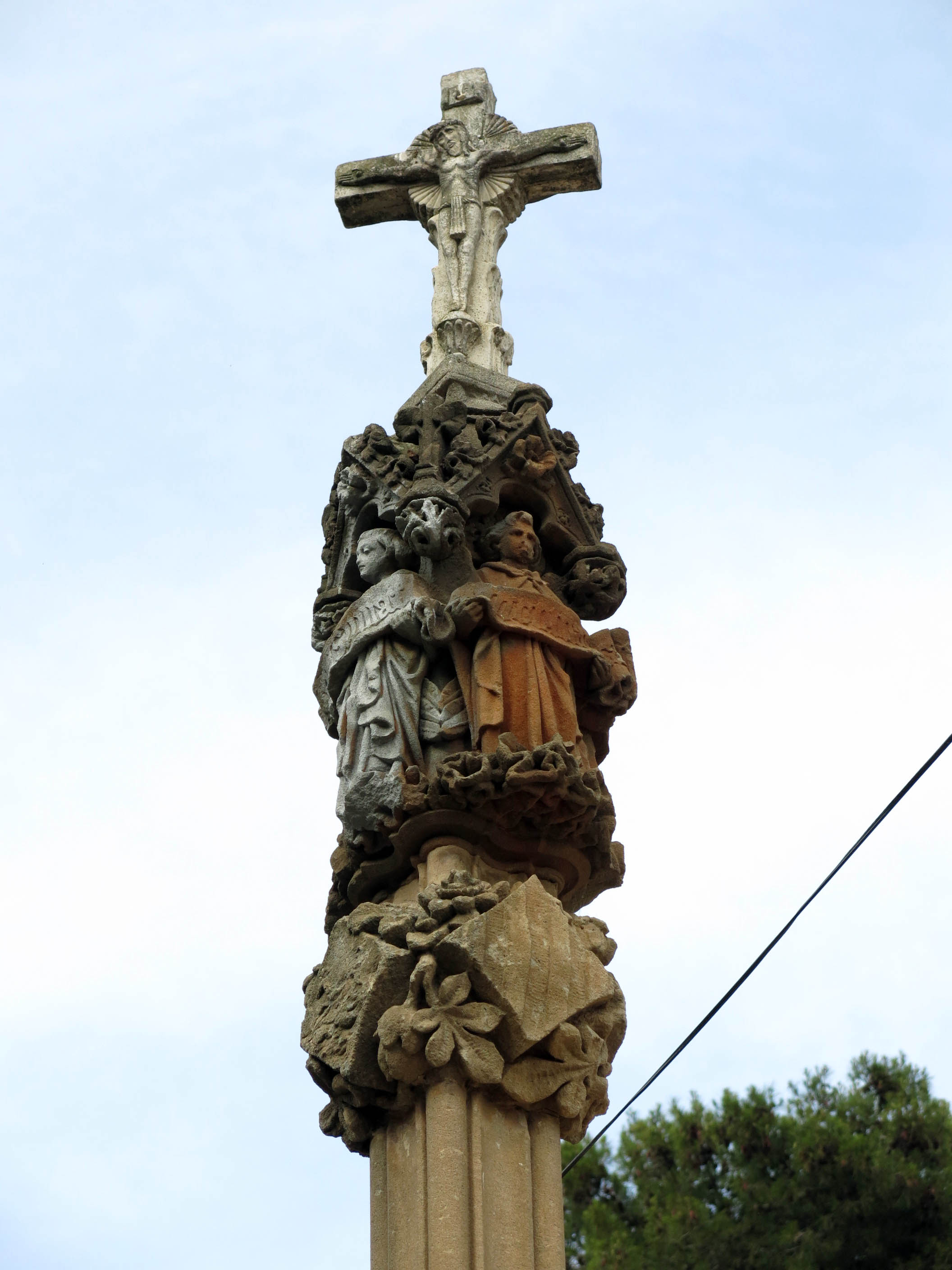
Detall de la creu del santuari

A l'inici del segle XX els voltants del santuari es van desenvolupar i s'hi van construir uns altres edificis i monuments notables, del qual destaca el restaurant del Santuari de la Misericòrdia de l'arquitecte Josep Puig i Cadafalch de l'any 1914. El mateix arquitecte va dissenyar el parc de la Misericòrdia. D'entre els seus elements destaca una font i, especialment, la creu, inspirada a l'estil de les tradicionals creus de terme d'època gòtica. El projecte inicial preveia quinze capelletes, de les quals només se'n van acabar dues. La primera té la típica forma d'una creu de terme gòtica construïda amb pedra i molt decorada. La segona, d'una aparença més rústica i molt de l'estil de Josep Puig i Cadafalch, es compon de materials més variats com maó, pedra, ceràmica i ferro.
El passeig de la Misericòrdia substituí el 1910 el camí que arribava al Santuari gràcies a la cessió de terrenys que feu l'americano Josep Móra i Tarrats. A l'inici de l'avinguda Cadafalch va crear una font modernista que va ser enderrocada durant els anys 1960 i reconstruïda als 1980. És similar a la que s'aixeca a la Plaça Barris, al costat de la carretera N-II. És una font pública amb dos dolls d'aigua oposades en el sentit transversal a l'eix del Passeig, amb decoració ceràmica i estructura de maó vist. Els últims detalls d'aquest nou vial quedaren enllestits set anys més tard, amb la plantació d'arbres, la col·locació de bancs i la construcció de la font.